# Тисайд
Тисайд или Тийссайд (на английски: Teesside) е конурбация в Североизточна Англия около градския център на Мидълзбро, който главно е съставен от градчетата Билингам, Редкар, Стоктън-он-Тийс, Торнаби и околните населени места около реката Тийс. Тисайд остава важен център за тежката индустрия, въпреки че броят на работниците намалява. Традиционни индустрии, най-вече производството на стомана (британска стомана) и химическото производство (ICI)